# یرواند هایراپتیانتس
یرواند شامیری هایراپتیانتس ( روسی: Эрван Шамирович Айрапетьянц زادهٔ ۱۷ فوریهٔ ۱۹۰۶ - درگذشته ۲۹ مارس ۱۹۷۵) یک فیزیولوژیست متخصص در زمینه فیزیولوژی فعالیت عصبی عالی و استاد اهل ارمنستان بود. وی ریاست دپارتمان فعالیت عصبی عالی دانشگاه دولتی لنینگراد را برعهده داشت.

## زندگی‌نامه
در ۱۷ فوریهٔ ۱۹۰۶ در ادیشه به دنیا آمد و از دانشگاه دولتی سن پترزبورگ فارغ‌التحصیل شد. وی همچنین برنده نشان پرچم سرخ کار، نشان جنگ میهنی (درجه دو)، مدال دفاع از لنینگراد، جایزه پاولوف آکادمی علوم اتحاد شوروی و دانشمند شایسته روسیه شوروی شده است. وی در ۲۹ مارس ۱۹۷۵ در سن ۶۹ سالگی در لنینگراد درگذشت.

## یادداشت
1. ↑  head of the Department of Physiology of Higher Nervous Activity of Leningrad State University